# 小锡马龙河
小锡马龙河（英語：Little Cimarron River）是美国科罗拉多州的一条河流，长39.6公里，在的蒙特羅斯縣注入锡马龙河。河流源头在欣斯代尔县附近的安肯帕格里旷野。